# مهدیه (تیارت)
مهدیه (به عربی: مهدیة) یک شهرداری در الجزایر است که در استان تیارت واقع شده‌است.